# 盒馬鮮生

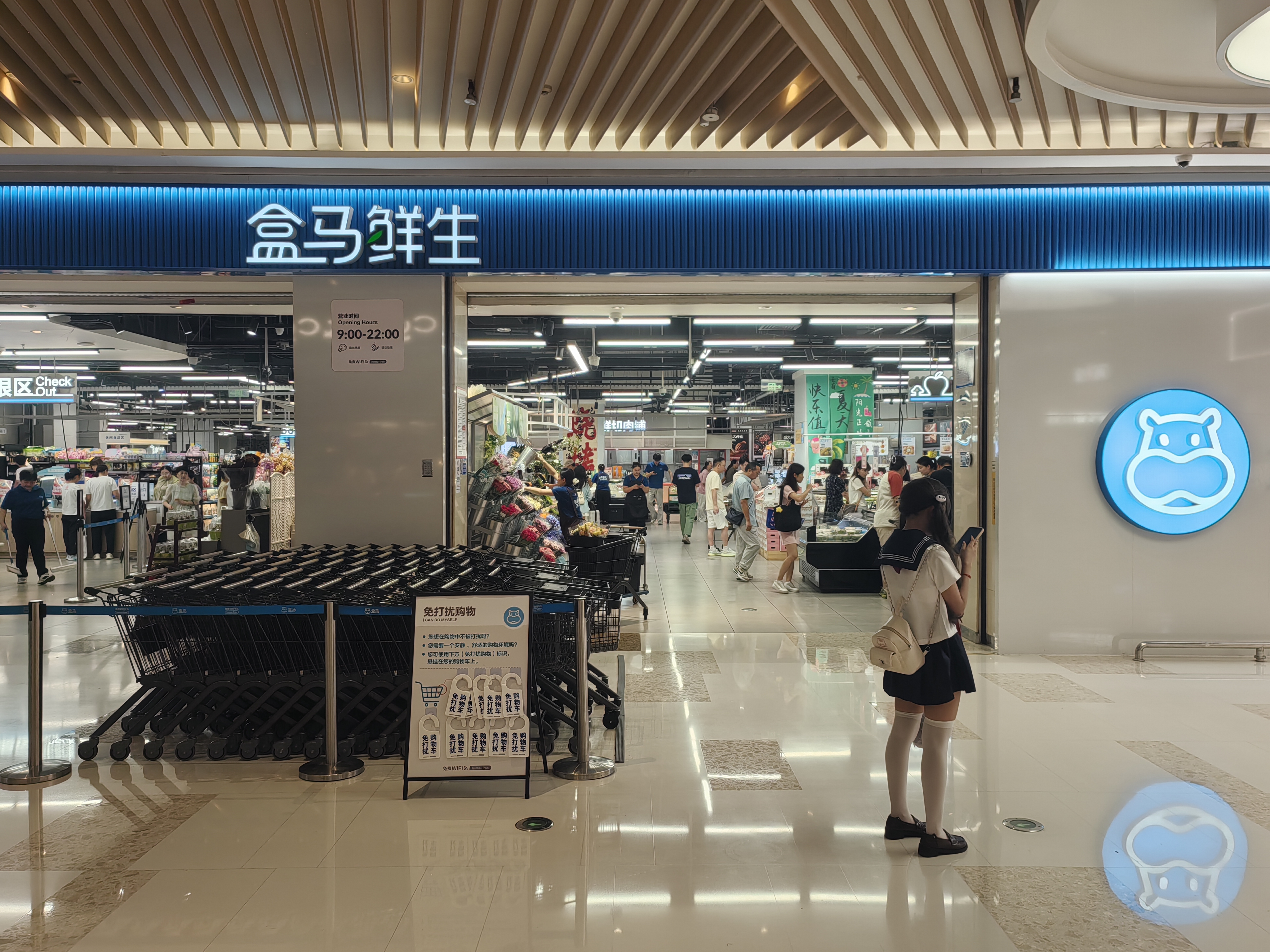
浙江省杭州市萧山万象汇的盒马鲜生门店

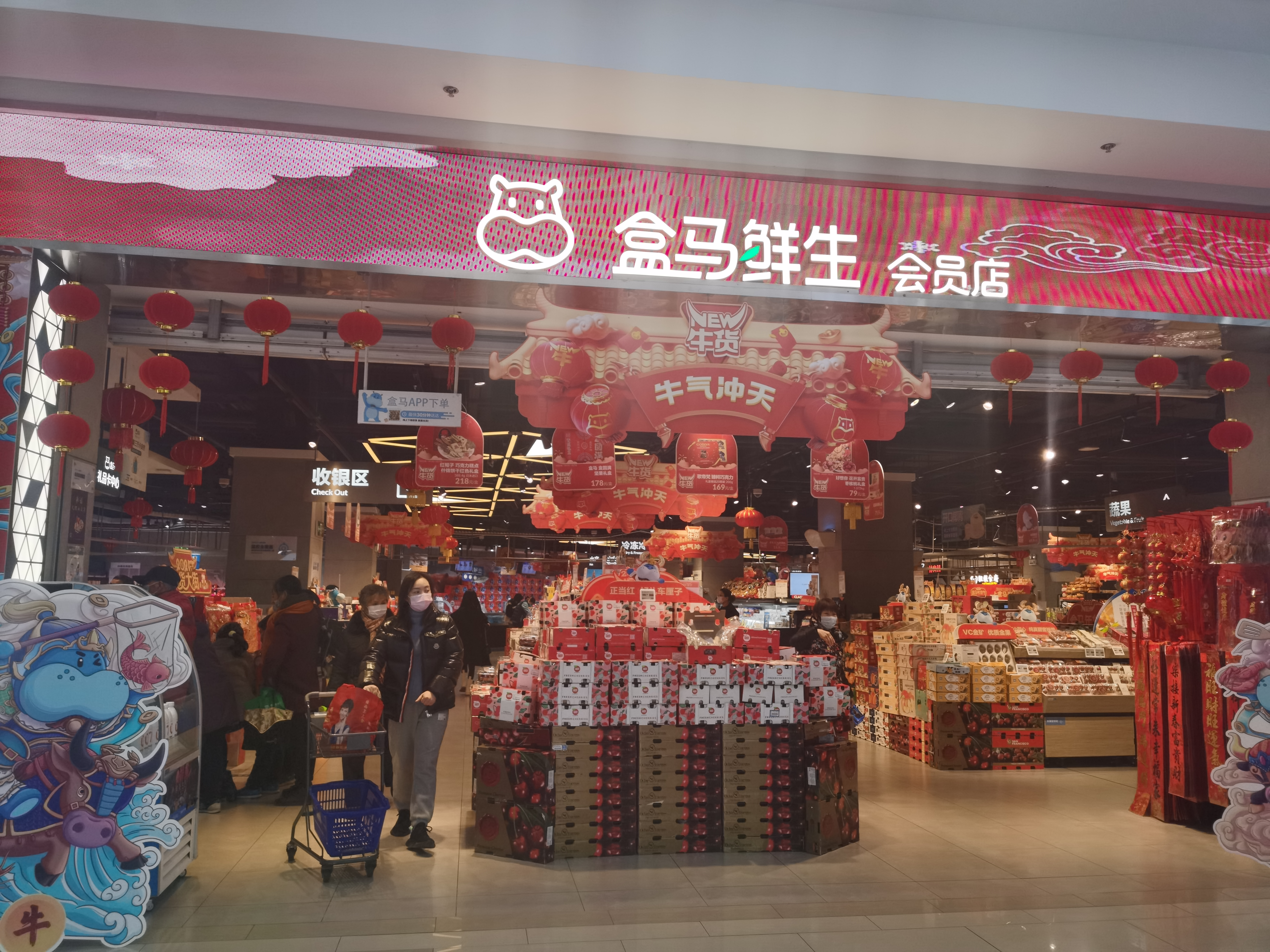
江苏省苏州市的盒马鲜生门店，位于湖东邻里中心。

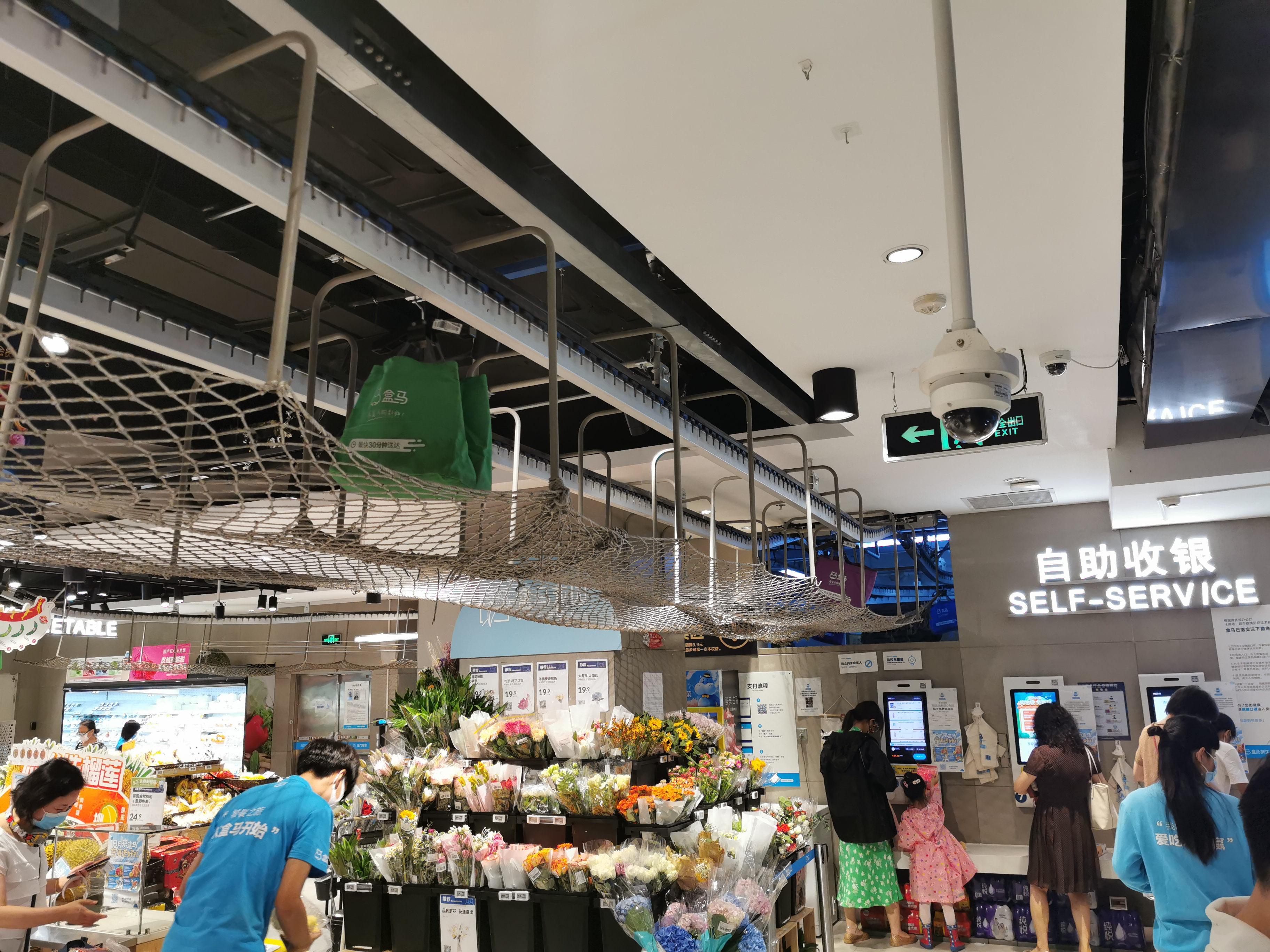
盒馬鮮生北京樂成中心店內一景，可見輸送帶上正被運往配送區的包裹

盒馬鮮生為阿里巴巴集團旗下販賣生鮮食品子公司，有網路和實體店，主打網購時的高速高衛生冷藏運輸之物流能力。

## 历史
2015年3月由侯毅成立，2016年1月在上海金桥经济技术开发区开出首店。實體店主打高科技新零售概念，所有商品標籤都是採用電子紙，可以透過掃碼的方式進一步了解商品資訊。還有無人自動結帳機台。盒馬鮮生強調可以在超市附近網上下單，在30分鐘內送到，為此天花板上裝有機械軌道運作半自動撿貨櫃，店中顧客可以看到網上顧客的訂單下訂後店員怱忙地撿裝，之後放入機械軌道的送貨籃打包物流，預計未來要往全機械人模式開發。2018年時其店內附屬餐廳已經嘗試使用半機械人送餐。而商店運營極度融合於手機APP，即使人就在店中多數動作也與盒馬APP有關，讓線上線下的觀念逐漸模糊融合。2017年起，盒馬鮮生先后推出盒马日日鲜、盒马工坊、盒马原标等自有品牌商品。
2018年，盒馬鮮生與歲寶百貨合作，在歲寶百貨旗下的分店開設分店，而歲寶百貨原超市業務（包括smart超市）亦陸續結業。
2020年公司将总部由杭州搬迁至上海，同年9月28日，盒马鮮生对外宣布，旗下“X会员店”将于10月1日在上海浦东森兰商都开出首家店面，这是盒马首个线上线下一体化运营的会员店铺。只有付费会员才能进入。同时盒馬推出自有品牌“盒马MAX”。2023年9月27日，盒马旗下首家高端超市Premier黑标店在上海龙之梦购物公园开业。
2024年6月，盒马自有品牌商品进入美国市场销售，成为首个进入海外市场的中国大陆商超自有品牌。后续将进入澳大利亚、东南亚、日本、韩国等国家和地区。
盒马全国仅余一家会员店上海森兰店于2025年8月31日停业。

## 不同业态
| 编号 | 名称                                  | 模式           | 门店面积（平米） | 推出时间             |
| ---- | ------------------------------------- | -------------- | ---------------- | -------------------- |
| 1    | 盒马鲜生                              | 新零售商超     | 2500-5000        | 2016年               |
| 2    | 盒马F2                                | 便利店         | 500-800          | 2017年               |
| 3    | 盒马MINI                              | 社区超市       | 500-1000         | 2019年               |
| 4    | 盒马里                                | 数字化购物中心 | 20000            | 2019年               |
| 5    | 盒马小站                              | 前置仓         | 300-500          | 2019年               |
| 6    | 盒马菜市                              | 社区菜市场     | 2000-3000        | 2019年               |
| 7    | 盒马pick'n go                         | 智能取餐柜     | 20               | 2019年               |
| 8    | 盒马X会员店                           | 会员超市       | 15000+           | 2020年（2025年關閉） |
| 9    | 盒马邻里（盒马NB，Neighbor Business） | 社区自提店     | 40-50            | 2021年               |
| 10   | 盒马奥莱                              | 折扣超市       | 500              | 2021年               |

## 醜聞

### 支付方式
2017年8月，有消费者表示，盒马鲜生门店买单需要下载“盒马鲜生”APP并绑定支付宝账号，且不支持现金、银行卡支付。此举对不会使用智能手机并经常使用现金支付的老年人带来不便，同时该行为涉嫌违法。实际上，自当年7月起，盒马鲜生在上海的10家门店推出“现金代付”服务。2018年，中国人民银行上海总部在发现盒马鲜生的违规行为后立即提出整改要求，之后盒马鲜生在其门店开通现金支付通道。2024年6月，又有消费者就盒马鲜生的支付方式表示不满，在付款时被强制下载“盒马鲜生”APP。对此盒马鲜生负责人表示，盒马鲜生部分门店也支持支付宝、微信的直接支付以及跨境支付。

### 螃蟹捆绑橡皮筋事件
2018年3月，有市民在盒馬鮮生的上海灣店以90元人民幣一斤的价格，购买了3隻綁有橡皮筋的梭子蟹，總共支付232元。但她回家後發現，其橡皮筋重量达1斤，佔售價232元中的120元。事后涉事門店的負責人表示，捆绑橡皮筋是為了避免店員和消費者在挑揀梭子蟹時被夾傷，屬於「行規」。不過市場監管部門指出，將橡皮筋按照梭子蟹的價格計算，既不合理也不合法。对此盒馬鮮生行政總裁侯毅表示“接受批評”，同时盒馬鮮生决定「螃蟹一律無繩售賣，安全原因必須有繩的，按隻或者按凈重賣；二是水產裝袋後，袋子剪角去水後再稱重」。侯毅更表示「但凡是沒做到的，現場直接奉送」。

### 假綠色事件
2018年余女士網購盒馬鮮生一些菜品回家下廚，吃完後據其描述就像是電視劇中喝了毒酒一樣，瞬間人就眼冒金星無法站立，頭撞櫥櫃後倒在床上，半夜开始腹痛至極點，忍到第二天去醫院檢查發現與韭菜中毒情景類似但由於症狀逐漸好轉，本人也未同意做抽出胃容物等大動作檢查，醫院無法下定論只做出症狀治療。後余女士再買一包同等韭菜當樣品並爆料媒體介入，浙江电视台6频道《1818黄金眼》追蹤此事件並送檢兩家機構，檢測發現農藥腐霉利超標四倍，與盒馬鮮生主打的生機無農藥、無隔夜菜，全靠科技物流能力保證新鮮的說法不符，業內菜商專家也表示9月是夏季韭菜蟲害高發期，真正9月份無農藥韭菜必然是賣相難看有黑點和一堆蟲洞，否則必然打有農藥。
事發後盒马鲜生店面動用保安阻擋記者採訪，只說由公關統一回應，事後向余女士登門道歉並賠償600多人民幣醫藥費和2000元補償金，並表示該供應商產品全部下架。事後記者訪查發現目前盒馬所賣韭菜份量減低並漲價，大約可以折算比前一家供應商貴了一倍，但依然是賣相光鮮毫無蟲洞。

### 不招北京人事件
2018年7月8日新華社報導一則貼文在網上熱傳，指責盒馬鮮生招聘存在地域歧視。從網友發布的聊天截圖來看，她在聯係盒馬北京分公司招聘田經理剛説出自己是北京本地人後，田經理便回復了一句：“我們不要本地人，抱歉。”在追問下田經理解釋道：“北京人有錢”“我們用不起”在隨後的聊天中，田經理還寫道“你們北京人我們一律不要。”此文迅速登上微博熱搜並引爆一波北京網友串連拒買。
之後盒馬官方微博回應稱從未把地域作為招聘員工的要求，事實上北京盒馬有22%的員工是北京本地人，被投訴招聘方是第三方勞務公司之一力偉公司的兼職經理不是盒馬直屬人員。並保證面試公正、暫停與力偉公司的一切合作，並“為低級行為道歉”。

### 更换外包装日期标签事件
2018年11月15日，上海市民方先生在盒马鲜生大宁店购物时，发现工作人员正在更换胡萝卜外包装的日期标签，原先标签日期为11月9日、10日、11日的胡萝卜，换成了11月15日的标签。方先生随即向门店负责人反映，称是工作人员在工作流程上有违规操作，自行打印了标签，之后方先生向静安区市场监管局进行举报。16日，静安区市场监管局接到市民方先生在12331及12315的举报后，执法人员前往盒马鲜生大宁店进行现场检查。该店负责人承认店员违规操作，截至11月14日涉事产品累计销售107盒，库存剩余73盒，随后当即要求负责人对门店所有自制标签的涉事产品进行下架封存。18日，盒马鲜生通过官方微博回应称该公司将在全国范围内开展门店自查，并会在一周内修订完成更细致的操作标准。该公司同时指出，事件暴露了管理的漏洞，应由管理团队而非一线员工承担责任，取消对当事员工的处罚。21日，盒马鲜生CEO侯毅就此事公开致歉，同时宣布免去上海区总经理职务。

### 售卖过期椰浆事件
在盒马鲜生发生更换外包装日期标签事件半个月之后的12月1日，有网友在微博上爆料称在盒马鲜生上海金桥店购买了两听丽尔泰椰浆，到家后发现该商品已经过期两个多月。对此阿里巴巴官方客服在该微博下留言表示，此行为属于盒马方面的责任，并提出“十倍赔偿”的方案。但网友对盒马鲜生的做法表示不满意，之后网友就此事向相关部门反映。

### 售卖假冒化妆品事件
2024年4月，有上海市民反映在盒马X会员店上海七宝店购买了2瓶兰蔻小黑瓶，经鉴定平台鉴定均为假货，随即向客服联系提出“假一赔三”的诉求，客服表示可以退款处理，但回避了假货问题。此前有市民反映在盒马X会员店大场店购买到的兰蔻产品也经欧莱雅公司鉴定为假货，监管部门以涉嫌侵犯注册商品专用权案由，对盒马公司立案调查。而化妆品是由注册在浦东新区的盒马物联网向全国会员店统一供货。

## 外部連結
- 盒马官网